# Шевченка (Бердянський район)
Шевче́нка — село в Україні, в Бердянському районі Запорізької області. Населення становить 158 осіб. Орган місцевого самоврядування — Дмитрівська сільська рада.

## Географія
Село Шевченка знаходиться на лівому березі річки Кільтиччя за 4 км від Азовського моря, вище за течією на відстані 3 км розташоване село Дмитрівка, нижче за течією на відстані 2,5 км розташоване село Азов (Приморський район). Поруч проходить автомобільна дорога М14 (E58).

## Населення

### Мова
Розподіл населення за рідною мовою за даними перепису 2001 року:
| Мова       | Кількість | Відсоток |
| ---------- | --------- | -------- |
| українська | 87        | 55.06%   |
| російська  | 71        | 44.94%   |
| Усього     | 158       | 100%     |